# Rapsodie voor harp en orkest
Rapsodie voor harp en orkest is een compositie van de Amerikaan Don Gillis. Het werkje is geschreven voor de harpist van het NBC Orchestra Edward Vito. De première tijdens een radioconcert onder leiding van de componist werd in New York gegeven. Gillis was tijdens de uitvoering onder de indruk van wat de solist teweegbracht. Terugkijkend vond hij dat het werk enthousiast was ontvangen.
De recensent van The New York Times vond het niettemin te lang en te luidruchtig. Een andere schrijver van de krant vond het een compositie die uitstekend paste bij het karakter van de harp, licht en geestig, alhoewel het serieus klinkend begint. Men deelt het werk in bij werken als Till Eulenspiegels lustige Streiche en de De tovenaarsleerling. Een gelijkenis met Hoedown van Aaron Copland kan ook gemaakt worden. Gillis gebruikt zoals vaker soms ritmes uit de jazz. Ook ontbreken de glissandi, een karakteristiek geluid bij de harp, niet.

## Bron en discografie
- Uitgave Albany Records: Sinfonia Varsovia o.l.v. Ian Hobson met soliste Anna Sikorzak-Olek.